# Historischer Weinanbau und Weinhandel in Köln

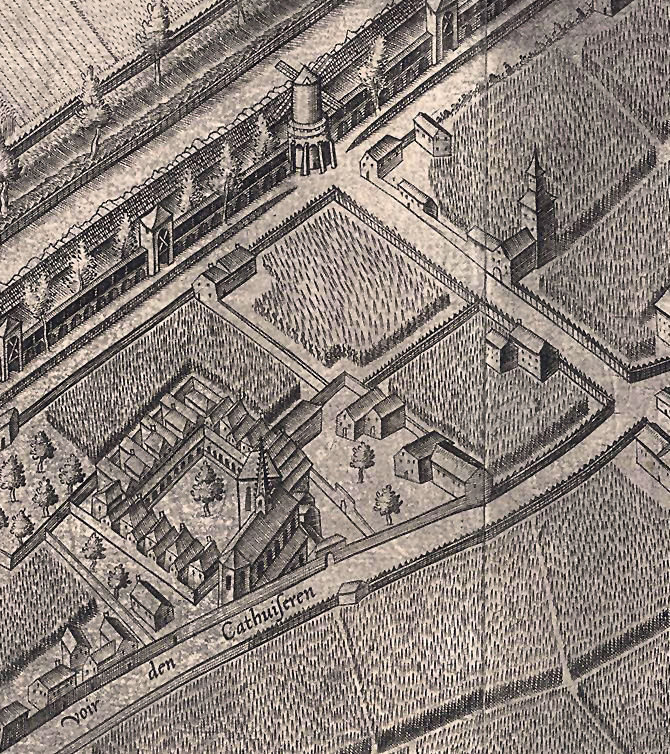
Weingärten der Kartäuser 1571

In Köln wurden schon in früher Zeit Weinanbau und Weinhandel betrieben. Zur Zeit der Hanse, zwischen der Mitte des 12. Jahrhunderts und der Mitte des 17. Jahrhunderts, erreichte der Handel in der zum Umschlagplatz gewordenen Stadt (1259 erhielt Köln das Stapelrecht), nun auch mit Importen (Oberrhein und Elsass), seine Blütezeit. Exporte gingen von Köln in die Niederlande bis nach England und in den gesamten Ostseeraum.

## Geschichte

### Anbau im Süden der Stadt
Mittelalterliche Stadtansichten wie der von Arnold Mercator 1571 gefertigte Kölner Plan, oder ein halbes Jahrhundert später die Zeichnung der Klosteranlage St. Pantaleon von „Stengelius“ zeigen erhebliche Rebflächen innerhalb der befestigten Stadt. Der arbeitsintensive Weinanbau wurde überwiegend auf den zahlreichen meist zu Lehen oder in Pacht gegebenen Klostergütern im südwestlichen Bereich der Stadt betrieben. In ergiebigen Jahren sollen die Weingärten der Stadt einen Ertrag von annähernd 10 000 Ohm (ein Ohm= 140–150 Liter) erbracht haben.
Im reichsstädtischen Köln nahm der Weinanbau gegenüber dem Gemüse- und Ackerbau die wichtigere Position ein. Da diese Kultur der einträglichste Erwerbszweig war, entwickelte sich schon im Hochmittelalter ein überregionaler Absatzmarkt. Wein war das Alltagsgetränk der gesamten Bevölkerung geworden.

### Wasser und Wein

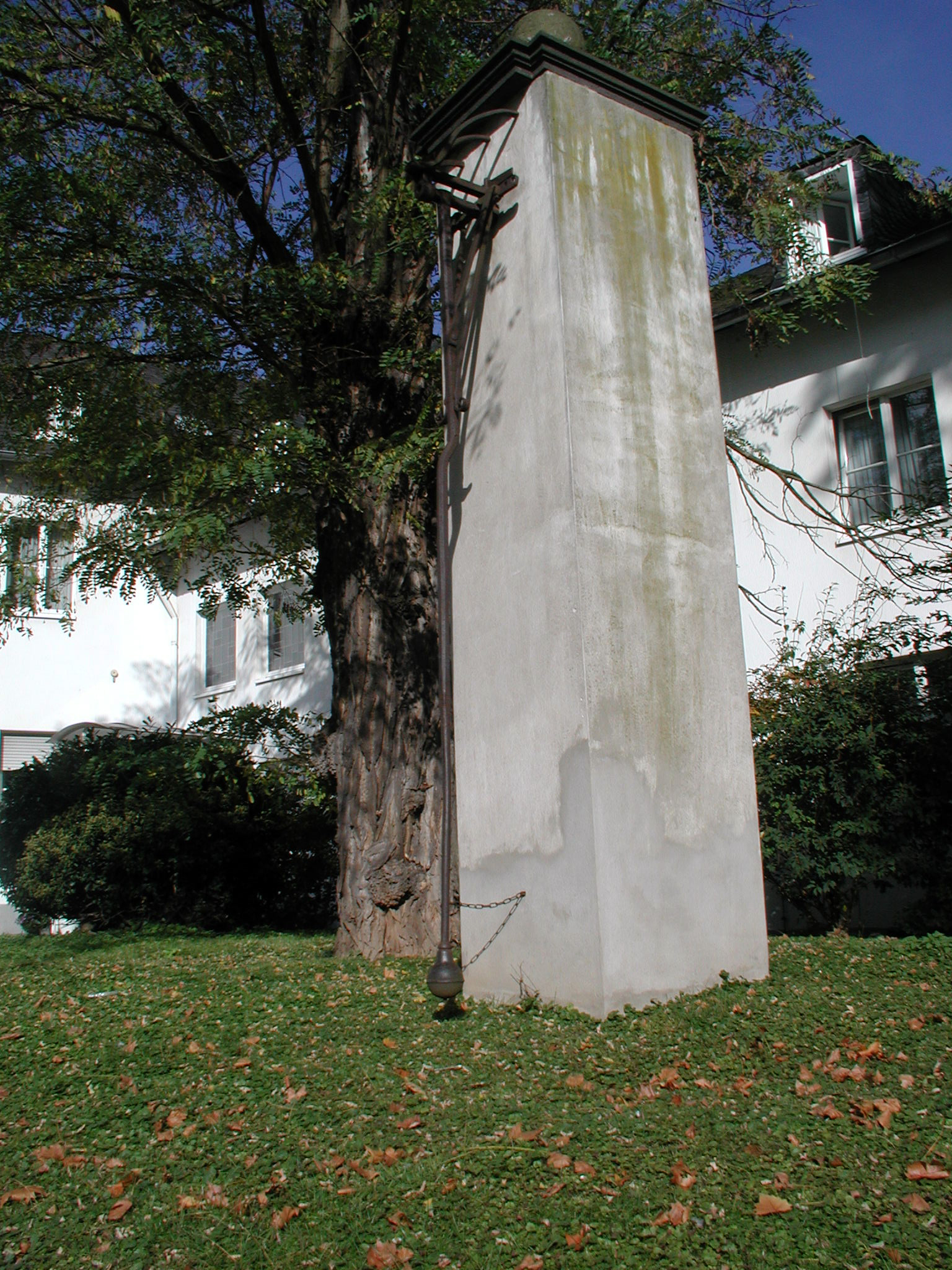
Köln, St. Pantaleon, Brunnen auf dem Klosterhof

Ursächlich zu dieser Entwicklung beigetragen hatte auch die schlechte Trinkwasserversorgung der Stadt. Das ehemals vorbildliche Wasserversorgungssystem der Römerzeit in der CCAA war längst verfallen, und der zur Abfallentsorgung dienende Rhein war zur Trinkwasserentnahme unbrauchbar geworden. Neben den wenigen Bächen, die die Stadt erreichten, hatten Brunnen (Pütze), in deren Nähe oftmals auch Latrinen standen, diese Aufgabe übernommen. Auch die Abwasserentsorgung war vernachlässigt worden. Kanäle (Aducht, aduct), durch welche Unrat, Schmutz und Abfälle abgeleitet werden konnten, gab es nur wenige. So war die Anzahl der „Pfuhle“, in denen sich die übel riechenden Abwässer und die sonstigen Abfälle der Gassen sammelten, hoch, und diese beeinträchtigten so das Grundwasser. Viele dieser sumpfigen Teiche bildeten sich in den Gräben vor den ehemaligen römischen Stadtmauern. So zum Beispiel der Perlengraben und der alte Graben (Eintrachtstraße), der große Sumpf hinter dem heutigen Weidenbach, der Pfuhl an der Schnurgasse bei „Schallenbergs Weingarten“, der Pfuhl im Laach (= lacus), der Rinkenpfuhl, der Entenpfuhl, der Perlenpfuhl oder der Pfuhl am Ende der Tieboldsgasse. Damit erfüllte der Wein, obschon nach heutigen Maßstäben von eher minderer Qualität (man nannte ihn auch spöttisch „Soore Hungk“), einen guten Zweck, in dem er mit Wasser gemischt einen keimreduzierenden Effekt hatte.

### Archäologischer Nachweis

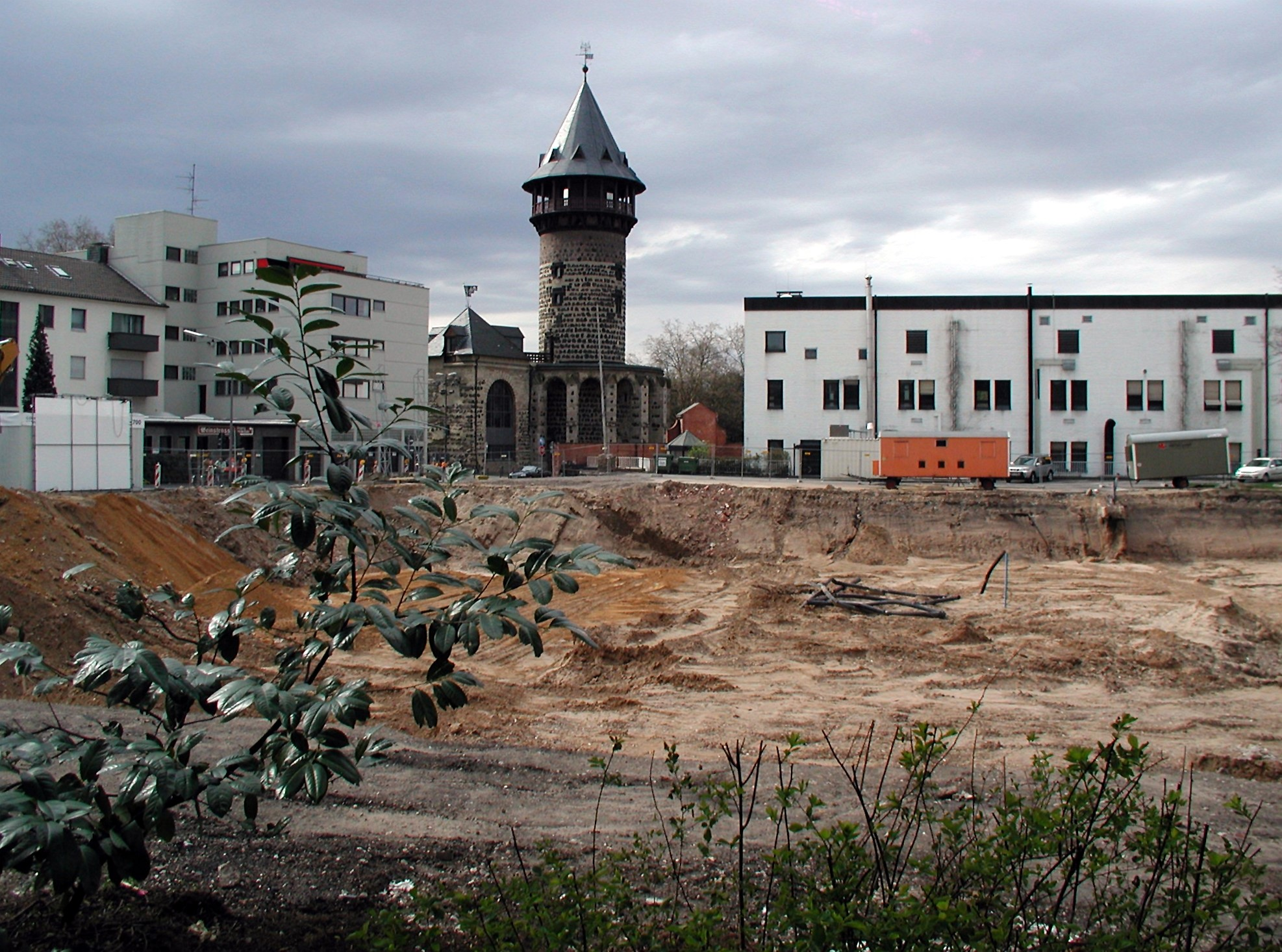
Grabungen am Kartäuserwall im Frühjahr 2008

Bei den Vorarbeiten zu einem Neubauprojekt am Kartäuserwall, auf einem seit der Nachkriegszeit als Betriebshof der Telekom genutzten Gelände, konnte durch Grabungen erstmals ein archäologischer Nachweis des mittelalterlichen Weinbaus innerhalb der Stadt erbracht werden. Auf dem Gelände, einem ehemaligen Weingarten der Kartäuser unterhalb der Ulrepforte, brachten Archäologen der Kölner Bodendenkmalpflege bei Grabungen im Frühjahr 2008 Relikte des früheren Weinbaus zu Tage. Von einem Mitarbeiter des Römisch-Germanischen Museums wurde die Seltenheit des Fundes eines derartigen innerstädtischen Weingartens hervorgehoben.
Es konnte ein parzelliertes Grabensystem freigelegt werden, dessen etwa 30 Zentimeter breite Furchen parallel in einem Abstand von etwa 1,20 Meter auf einen größeren Graben zuliefen. Die dazwischen legenden Beete waren ursprünglich mit Rebstöcken bepflanzt. Das Gelände war bis zur Franzosenzeit im Besitz des Kartäuserklosters. Einer ebenfalls geborgenen Steintafel war zu entnehmen, dass die Kartause 1556 ein Weingut nebst Haus, Stallungen, Kelter und Garten sowie drei Morgen Weingärten für 29 Gulden verpachtet hatte.

### Vinum Rubellum

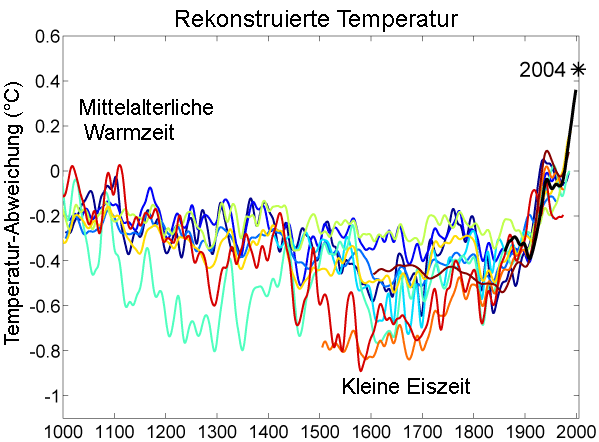
Rekonstruierter Temperaturverlauf der letzten 1.000 Jahre nach verschiedenen Quellen.

Höhere Temperaturen zwischen dem 9. und dem 14. Jahrhundert, der heute als Mittelalterliche Warmzeit bezeichneten Periode, trugen dazu bei, dass auch in Köln rentabler Weinbau betrieben werden konnte. So war ein großer Teil des Bodens innerhalb der Stadt mit Wein bepflanzt. Aus Urkunden des Pfarrarchivs St. Mauritius ist zu ersehen, dass sogar ein Morgen Weingarten in Hemmersbach (Burg Hemmersbach) bewirtschaftet wurde. Das Kölner Wachstum, zumeist Rotwein („vinum rubellum“), war zwar von mittelmäßiger, aber durch den Rat überwachter Qualität und dafür ein reines und erschwingliches Getränk. So wie die frühen „Ordnungshüter“ der Stadt gegen falsche Maße und Gewichte vorgingen, so stellte 1343 eine Ratsverfügung auch den Verkauf von „faulem und gemischtem Wein“ unter hohe Strafe.

### Klösterlicher Weinbau

#### Kartäuser

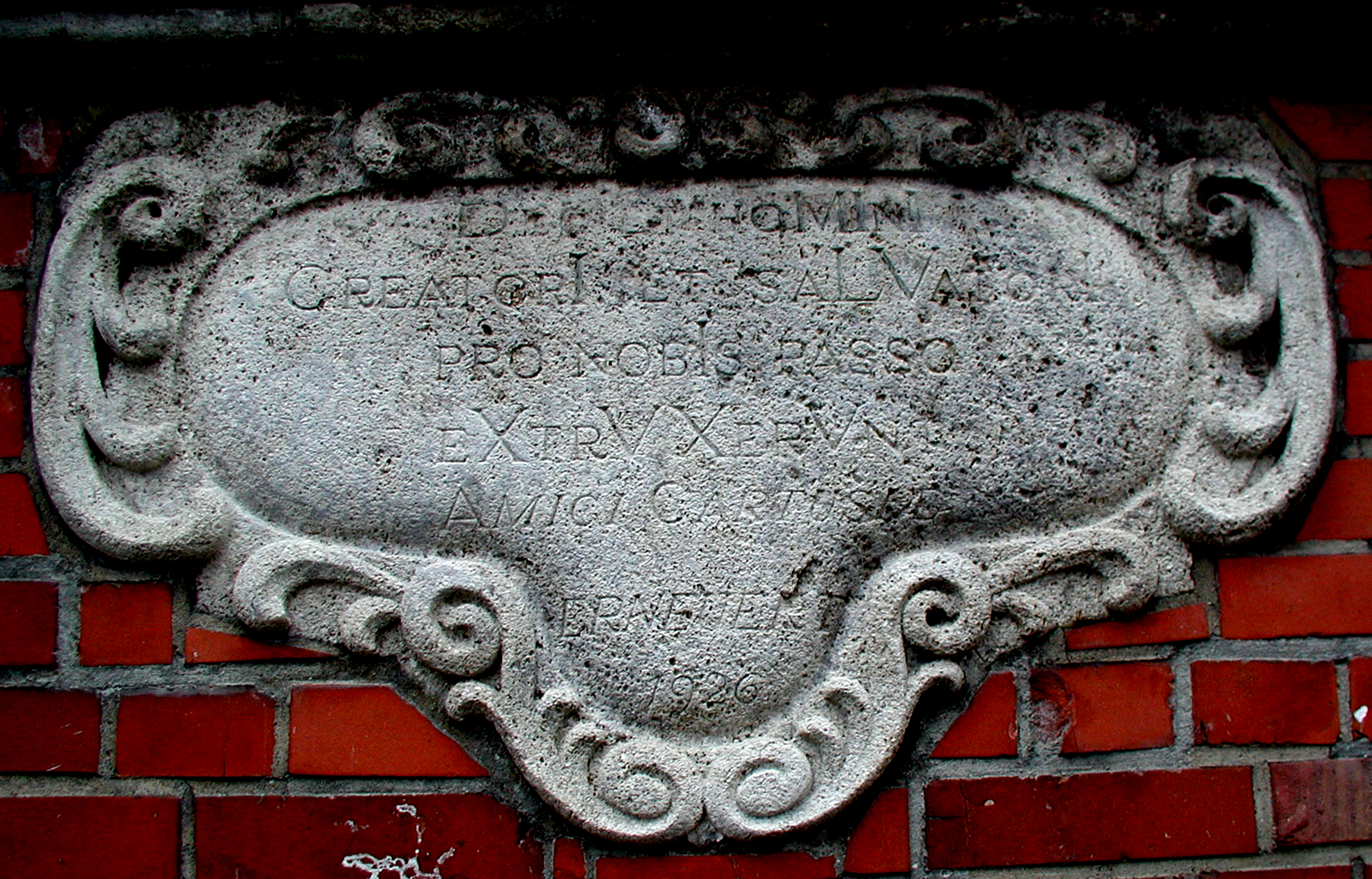
Erweiterung des 1334 gegründeten Klosters im Jahr 1689

Der Kölner Erzbischof Walram gründete im Jahr 1334 das Kloster der Kartäuser in der südwestlichen Vorstadt unterhalb der Ulrepforte. Die bewirtschafteten Rebenfelder des Klosters standen nach dem Domstift am Ende des 16. Jahrhunderts mit Anbau und Handelsumsatz im Vergleich zu weiteren Produzenten an zweiter Stelle. Die zahlreichen auch außerstädtischen Besitztümer des mit der Zeit wohlhabend gewordenen Kölner Ordens lagen weit verstreut und reichten vom Vorgebirge bis in die Niederlande.

#### Benediktinerkloster

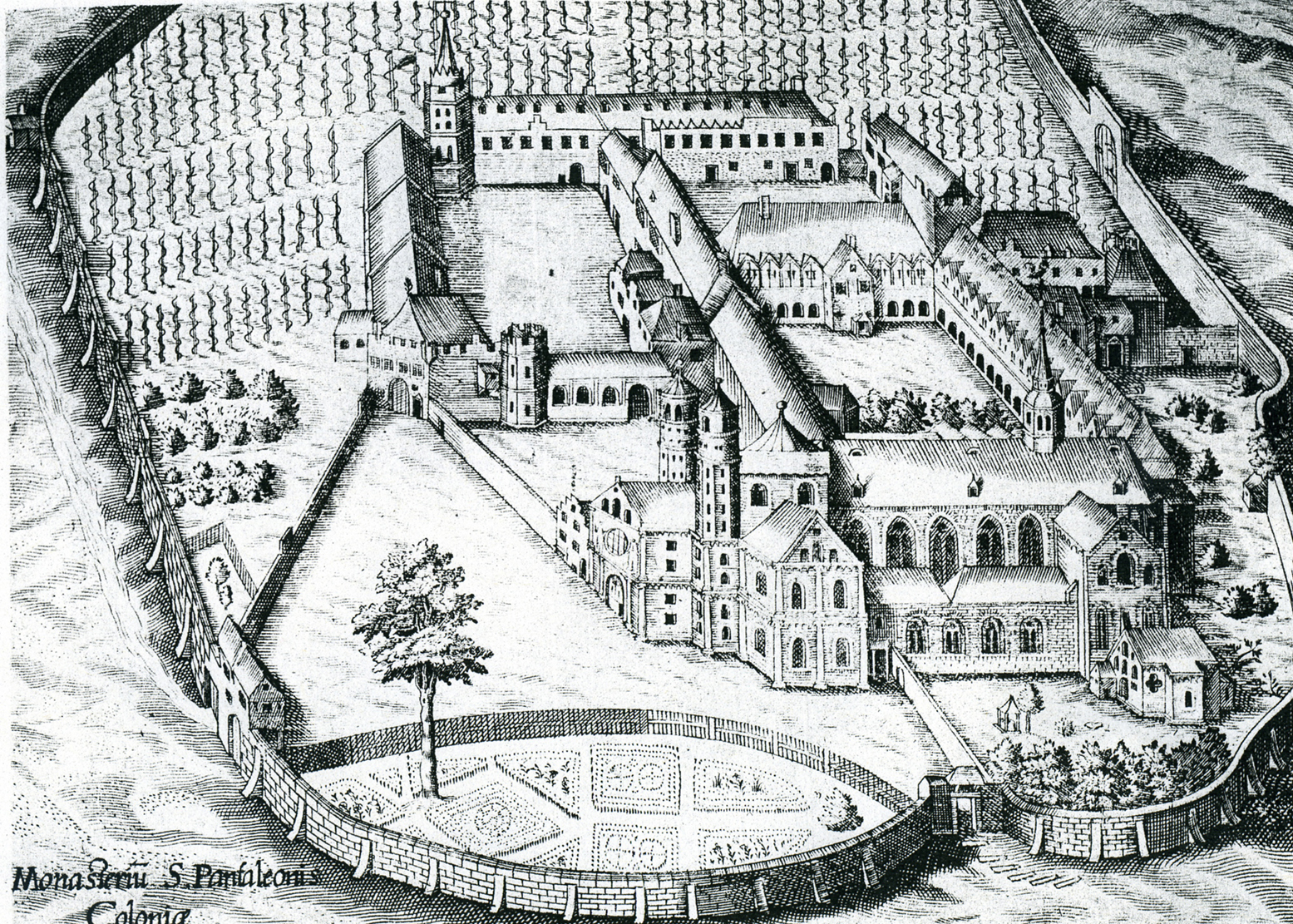
St. Pantaleon im „Wingert“ (Stengelius 1625)

Die Abtei St. Pantaleon (villa s. Pantaleonis) in der südwestlichen Vorstadt war mit ihren stattlichen Gebäuden Ausgangspunkt eines später entstehenden Stadtviertels. Mit ihren weitläufigen Obst- und Gemüsegärten, sowie ausgedehnten Weingärten, wurde sie und die übrigen Anrainer durch den Hürther Bach mit ausreichendem Wasser versorgt. Die überwiegend mit Weinreben bestandenen Ländereien der Abtei erstreckten sich über die Fläche zwischen dem Weidenbach, dem Gerberbach und der „Walengasse“ (heute Waisenhausgasse) und dem Perlengraben. Südlich der Abtei, im rebenbestandenen „Martinsfeld“, lag das Hospital des „Quirinus Konventes“, zu damaliger Zeit eines der ältesten Krankenhäuser Kölns.

#### Kloster Weidenbach

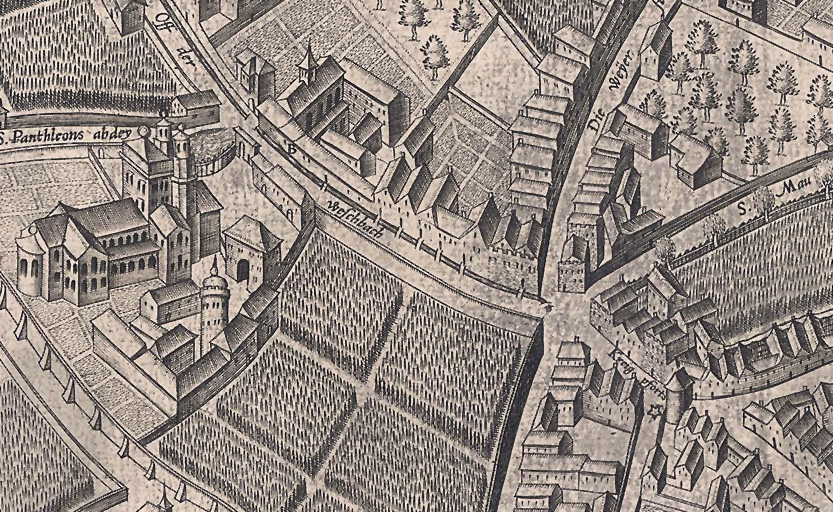
Kloster Weidenbach, Mercator 1571

Das 1402 durch die „Brüder vom gemeinsamen Leben“ gegründete „Kloster Weidenbach“ lag der Abtei St. Pantaleon gegenüber. An das nach dem Patrozinium St. Michael benannte Kloster erinnert heute die kleine Michaelstraße am Weidenbach. Es wurde 1793 aufgehoben.

#### Unbeschuhte Karmeliten

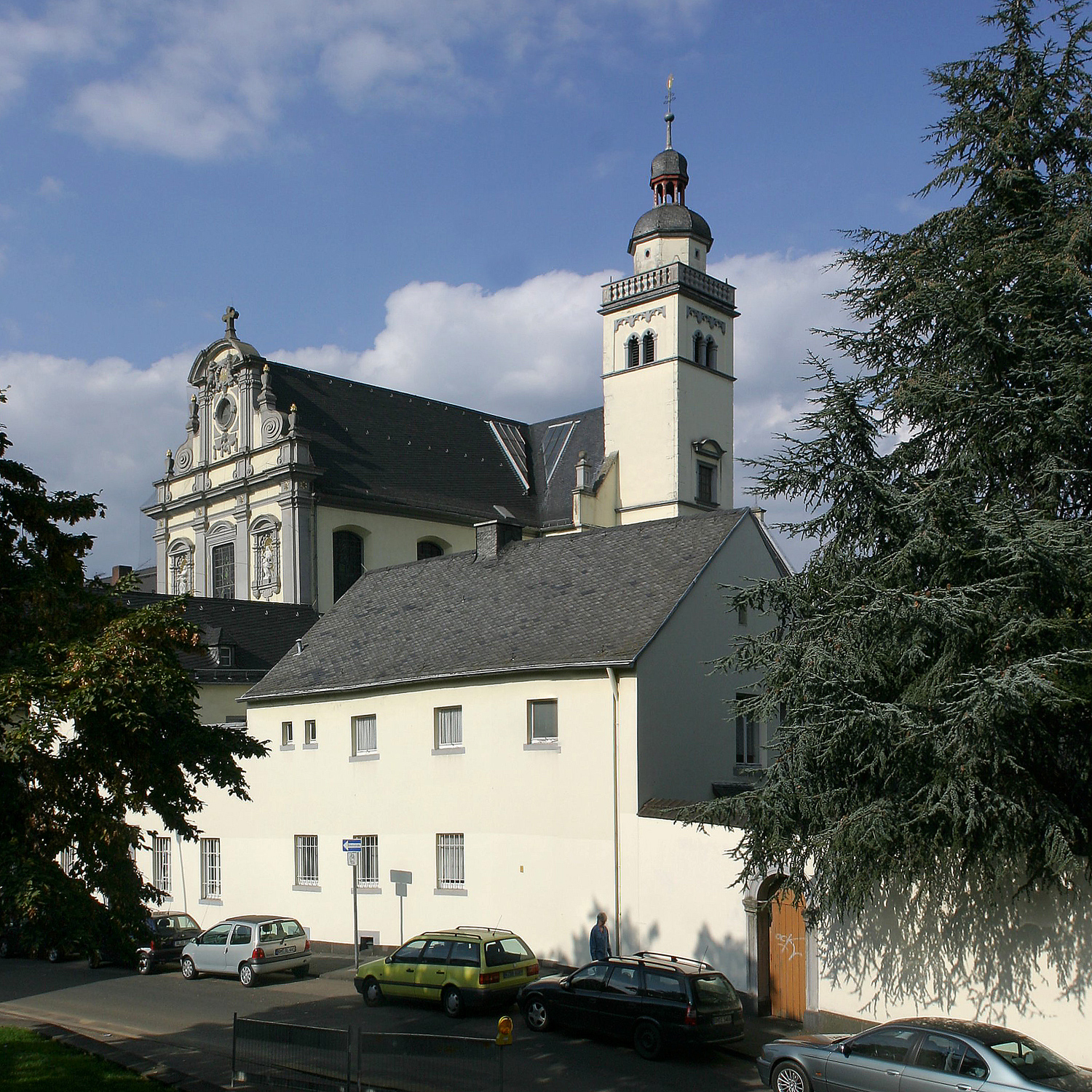
St. Maria vom Frieden, Köln

Erste Mönche der „Unbeschuhten Karmeliten“ kamen um das Jahr 1614 nach Köln.
Sie errichteten auf dem Hofgelände „zum Dau“ zwischen 1620 und 1628 ein Kloster und eine den Heiligen Josef und Theresia geweihte Kirche (im letzten Weltkrieg zerstört). 1632 erwarben die auf den Rat ihrer Kölner Ordensbrüder aus den Niederlanden stammenden „Unbeschuhten Karmelittinnen“ Parzellen im „Martinsfelde“, inmitten von Weingärten gelegen, und errichteten ihr Kloster St. Maria vom Frieden dort an der Schnurgasse.

#### Augustinerinnen

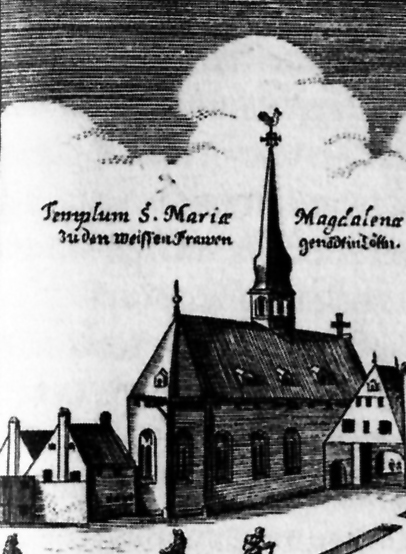
Kloster zu den weißen Frauen

Das Kloster zu den weißen Frauen am Blaubach, ein Konvent der Augustinerinnen „St. Maria Magdalena“ bestand von 1227 bis 1802. Es entwickelte sich wegen der dort verehrten Reliquien zu einem Wallfahrtsort.
Eine Urkunde des Jahres 1349 zeigt beispielhaft auf außerkölnische Liegenschaften, so heißt es: „Prior und Konvent des Augustinerklosters in Köln verkaufen den von Alheidis Doys ihnen vermachten Zehnten von Äckern und Weingärten vor Bonn, lehnrührig von Dietkirchen, dem Kapitel von S. Aposteln. D. anno d. MCCC quadragesimo nono, in octava b. Stephani prothomartyris“.

#### Benediktinerinnenkloster
Der Benediktinerinnen-Konvent an St. Mauritius wurde um 1135 gegründet, er unterstand dem Abt von St. Pantaleon. Außer dem Kloster am nördlichen KTeil des Mauritiussteinweges befanden sich dort anfänglich in der mit Reben bestandenen Flur nur die St.-Mauritius-kirche mit Pfarrhaus und einem Gärtnerhaus.

##### Eine Chronik

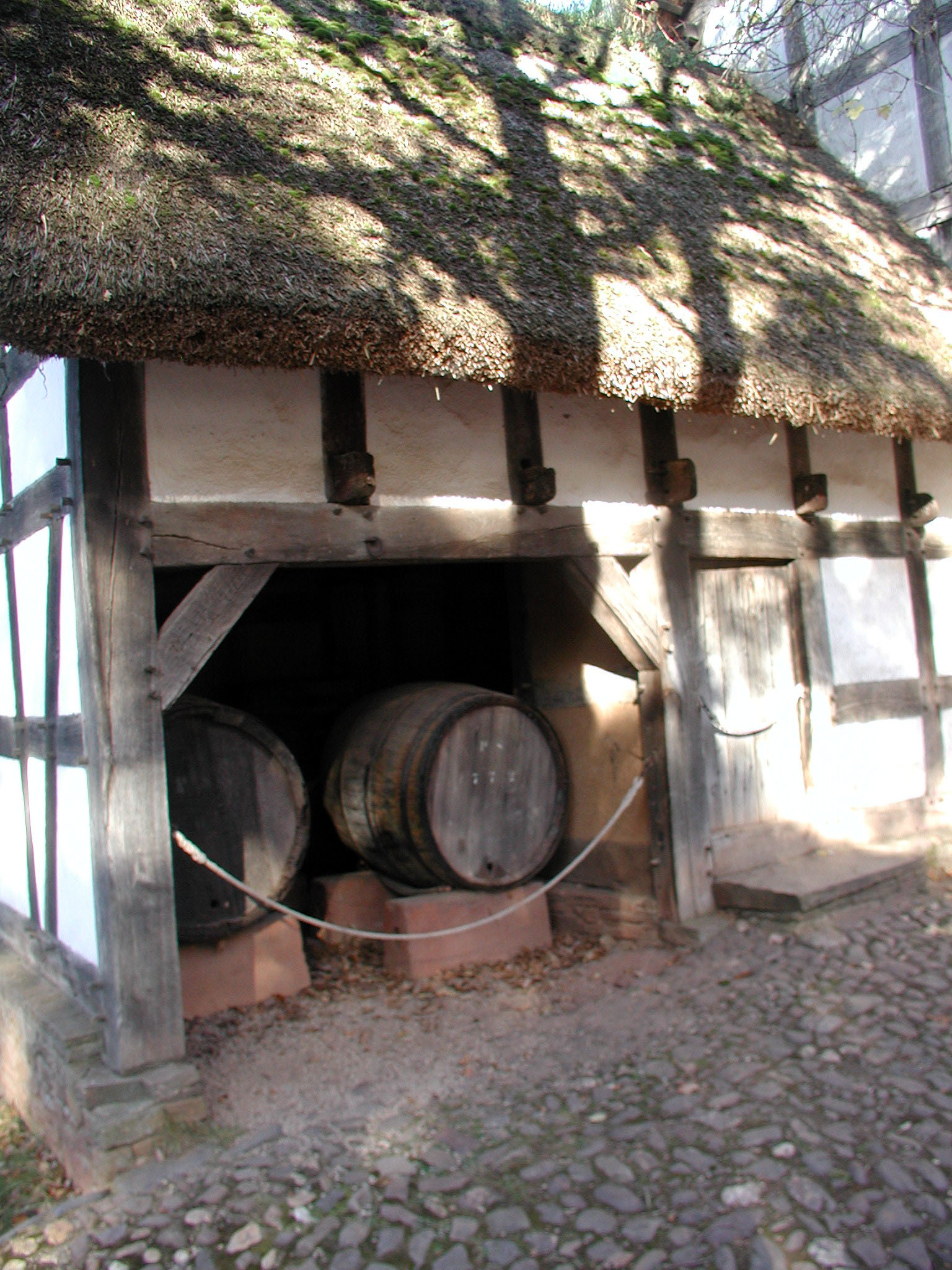
Kelterhaus um 1640

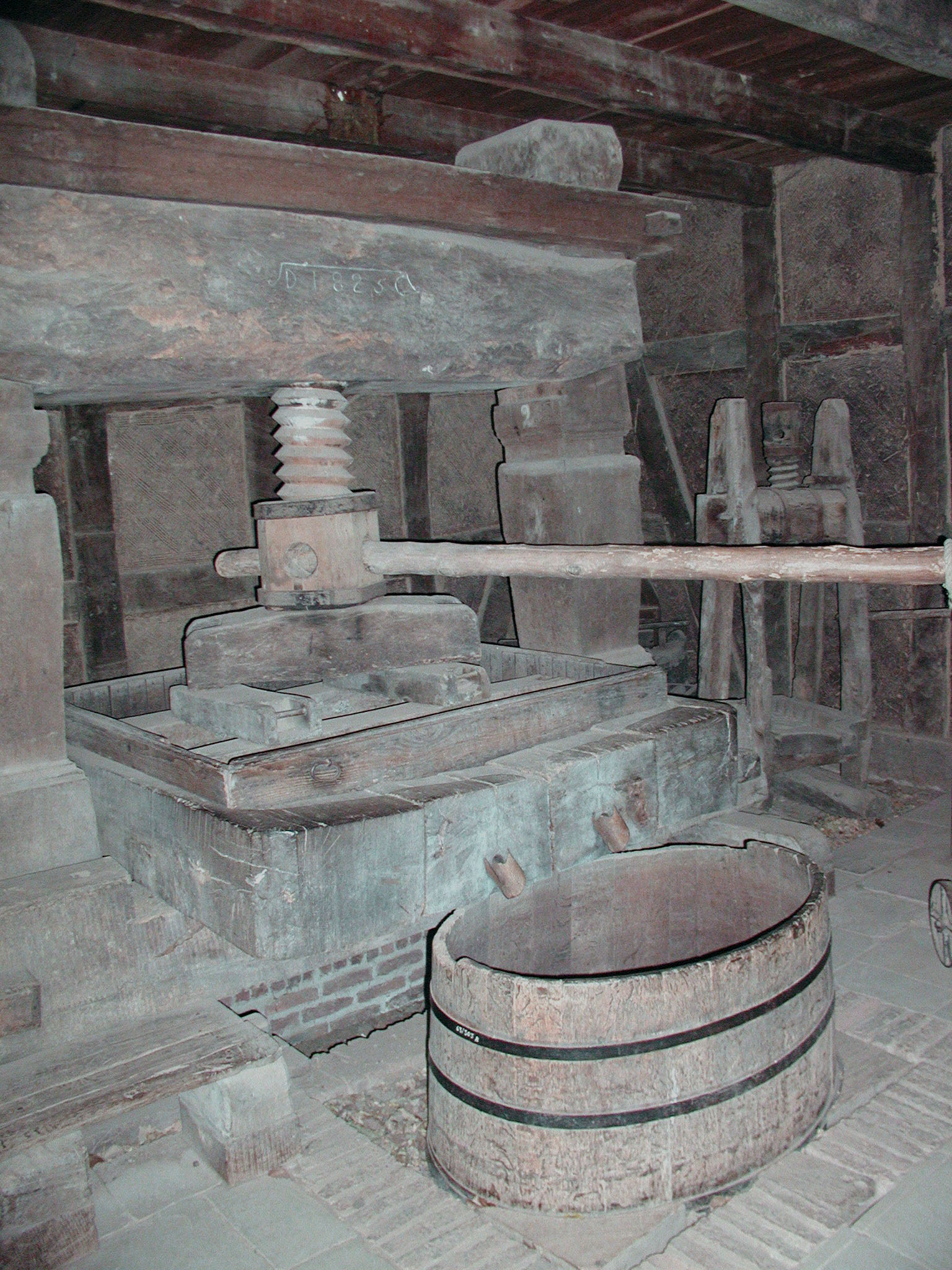
Spindelkelter um 1825

In einer Chronik der Benediktinerinnen zu Jahrgängen des 14. Jahrhunderts finden sich Notizen mit diversen Anmerkungen:
„In dem Jahre unseres Herren“:
- 1330, da war der gute Wein gewachsen
- 1333, da galt man eine Quart Wein für ein Ei, und der beste für zwei Heller und hieß der nasse Ludewig
- 1351, da war der Sommer also heiß, dass der Wein und alle Frucht blühte im halben Mai
- 1357, war der Wein also hart, dass man ihn mit Larsen (schweren Stiefeln) trat und er hieß der Leffelwein
- 1368, da sah man einen Cometen mit langem Schweif in der Fasten, in demselben Jahre galt ein Malter Korn neun Mark und ein Malter Weizen zehn Mark und ein Quart Wein einen alten Groschen
- 1386, wuchs also viel Wein, dass man ein Fuder Wein gut um vier Gulden und Fuderfass um drei Gulden, und wer sein eigen Fass brachte um einen Gulden, dem füllte man das Fass.

Die Weingärten der Abtei, der Klostergarten Mauritius und der Pastoratsgarten erreichten einen mittleren Ertrag von 5 bis 6 Ohm.

### Weinhandel

#### Die Kaufleute

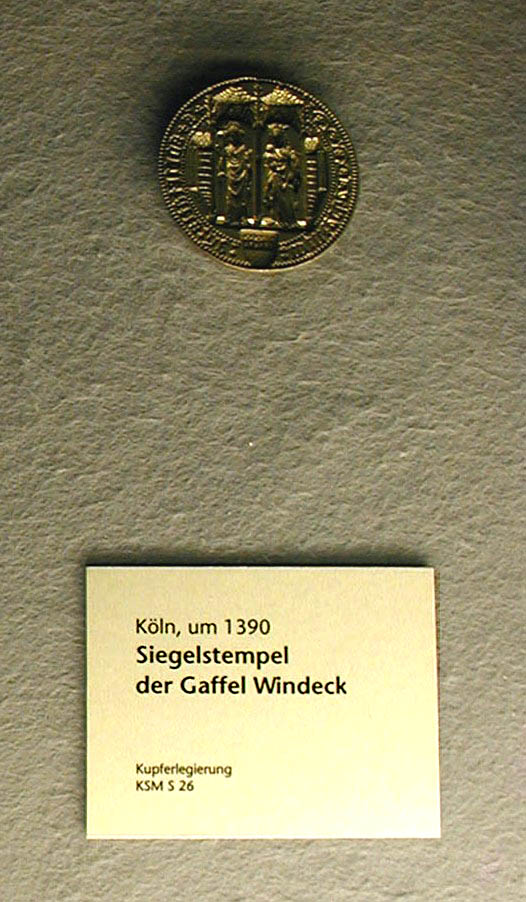
Siegel der Kaufleute (Windeck)

Da der Weinhandel, aber auch der Anbau in der Hansestadt und der Region ein wesentlicher Erwerbszweig war, nannte man Köln auch das „Weinhaus der Hanse“.
Mit Weinfässern beladene Schiffe transportierten im Auftrag Kölner Kaufleute die begehrte Ware in nördliche Länder. Gerhard Unmaze (Gerardus theolonarius) ein Mitglied der hochangesehenen Familien der frühen Kölner Oberschicht unterhielt zum Beispiel als Fernhandelskaufmann und Zollmeister der Stadt gute Beziehungen mit der Handels- und Finanzwelt Englands und konnte dort sogar für die Stadt Köln Zollprivilegien (Weinexport etc.) erreichen.

#### Weinschule

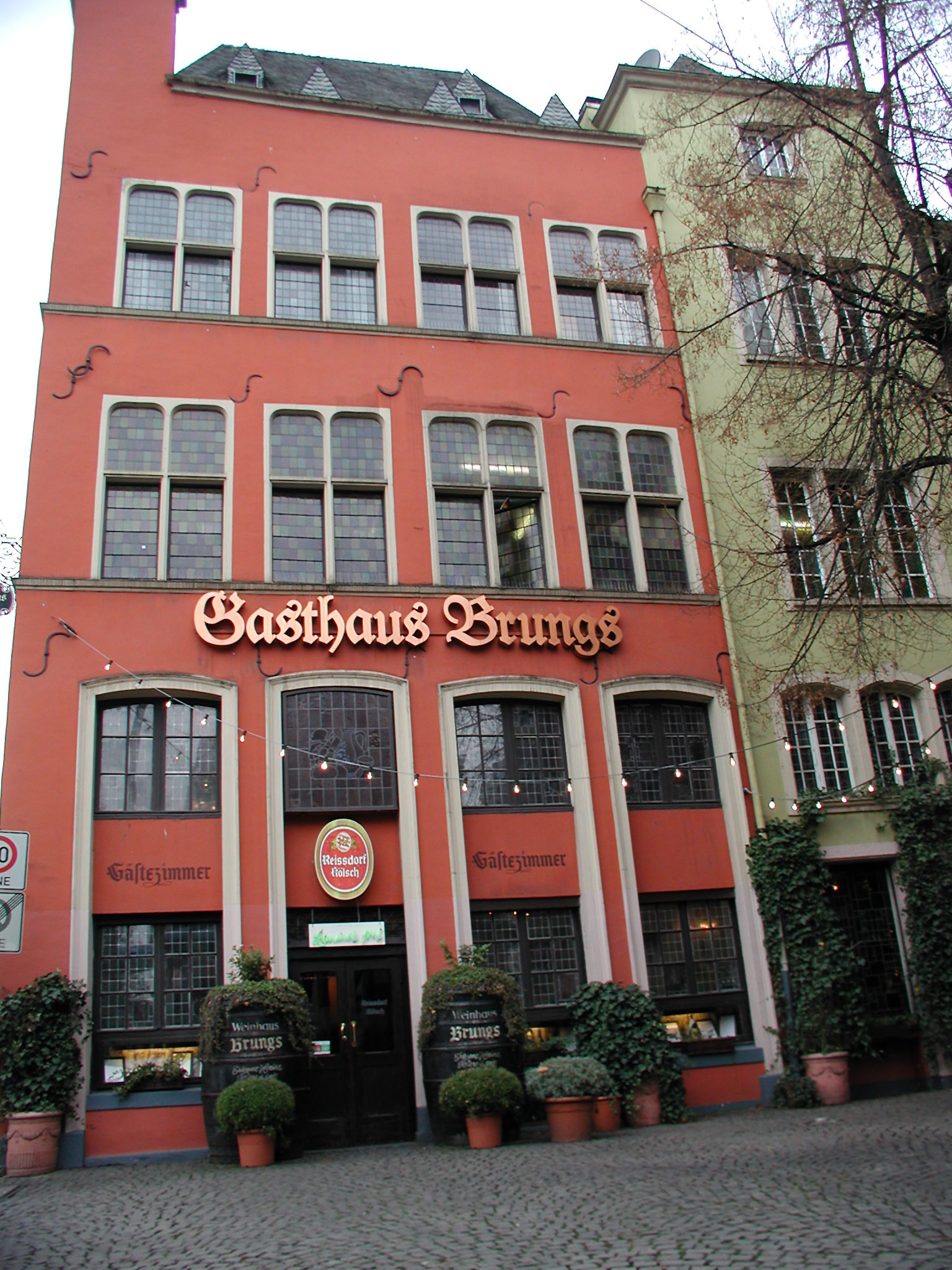
Weinhaus-Brungs, eines der typischen Kölner Kaufmannshäuser des 16. Jahrhunderts

Das blühende Geschäft mit dem Wein zeigte sich auch im Stadtbild. So hatte sich eine große Anzahl von Weinstuben und Weinkellern im Viertel der Kaufleute und der umliegenden Märkte (der Bereich der ehemaligen Rheininsel) etabliert. Bürger, die der sogenannten Weinschule als Mitglied angehörten, durften in ihren privaten Häusern Wein ausschenken und brachten ihre Bereitschaft hierzu durch eine an der Haustüre angebrachte Maie (siehe Straußwirtschaft) kenntlich. Die Weinschule war eine städtische Einrichtung und zuständig für alle Belange, die den Wein betrafen. So war sie auch Aufsichtsbehörde und zugleich Steuerbehörde, die die Akzise festlegte, weiterhin vergab sie die Schankkonzessionen und vermittelte Arbeitskräfte.
Der Wein brachte auch Aufschwung für das Gewerbe der Küfer und Fassbinder, deren Zahl in einem Maße anstieg, dass sie sich in einer Zunft vereinigten und später eine der Kölner Gaffeln wurden.

#### Der Klerus
1369 entfachten die beiden Bürgermeister Gir von Kovelshoven und Richolf Grin von Wichterich wegen der Weinakzise den sogenannten "Flaschenkrieg" mit der Kölner Geistlichkeit. Die Stadt unternahm den Versuch, den bisher steuerfreien "Weinzapf" in den Klöstern und den Stiftsimmunitäten zu verbieten. Der Konflikt mit dem Klerus verschärfte sich, als die Bürgermeister gewaltsam den Flaschenverkauf unterbinden ließen und große Mengen Wein im Domstift beschlagnahmten. Der Rat wies die Proteste der Stiftsherren zurück und unterstrich die Rechtmäßigkeit des Vorgehens seiner Bürgermeister. Zusätzlich verschärft wurde der Konflikt durch das Verlangen des Rates, den Dreikönigenschrein im Dom von städtischen Aufsehern bewachen zu lassen. Wegen dieser als Repressalien empfundenen Maßnahmen der Stadt wendete sich die Geistlichkeit an ihren Administrator des Bistums, den Verweser des Kölner Erzstifts, den Trierer Erzbischof  Kuno, mit der Bitte, über die Stadt ein Interdikt zu verhängen. Da der Klerus weiterhin nicht bereit war, die verlangten Weinsteuern zu zahlen, und alle weiteren Verhandlungen scheiterten, wurden die Stiftsgeistlichen gezwungen, die Stadt zu verlassen. Nun entsprach Erzbischof Kuno der Bitte und verhängte das Interdikt. Erst im Sommer 1370 wurde es, nachdem der Rat die Steuerfreiheit des Klerus widerwillig bestätigte, aufgehoben.
Auch der Kölner Vogt, der Vertreter des Erzbischofs am Gericht, beschäftigte sich offenbar auch mit Weingeschäften.  
In einer Urkunde vom 7. Februar 1391  heißt es: „Gumprecht von Alphen, Vogt zu Köln bekennt, Herzog Wilhelm von Berg acht Fuder Wein und 250 Malter Hafer schuldig zu sein und nicht gegen seine Untertanen handeln zu wollen, bevor er seine Schuld abgetragen“.
Der Kölner Klerus führte 1712 zwei Millionen Liter eigenen und zugekauften Wein in die Stadt ein. Die gesamte Geistlichkeit war nach wie vor von Steuern auf den Ausschank des eigenen, inner- und außerhalb der Stifte und Klöster angebauten Weines befreit. Auch ein Teil des in den Handel gehenden Weines blieb von Steuern unbelastet.

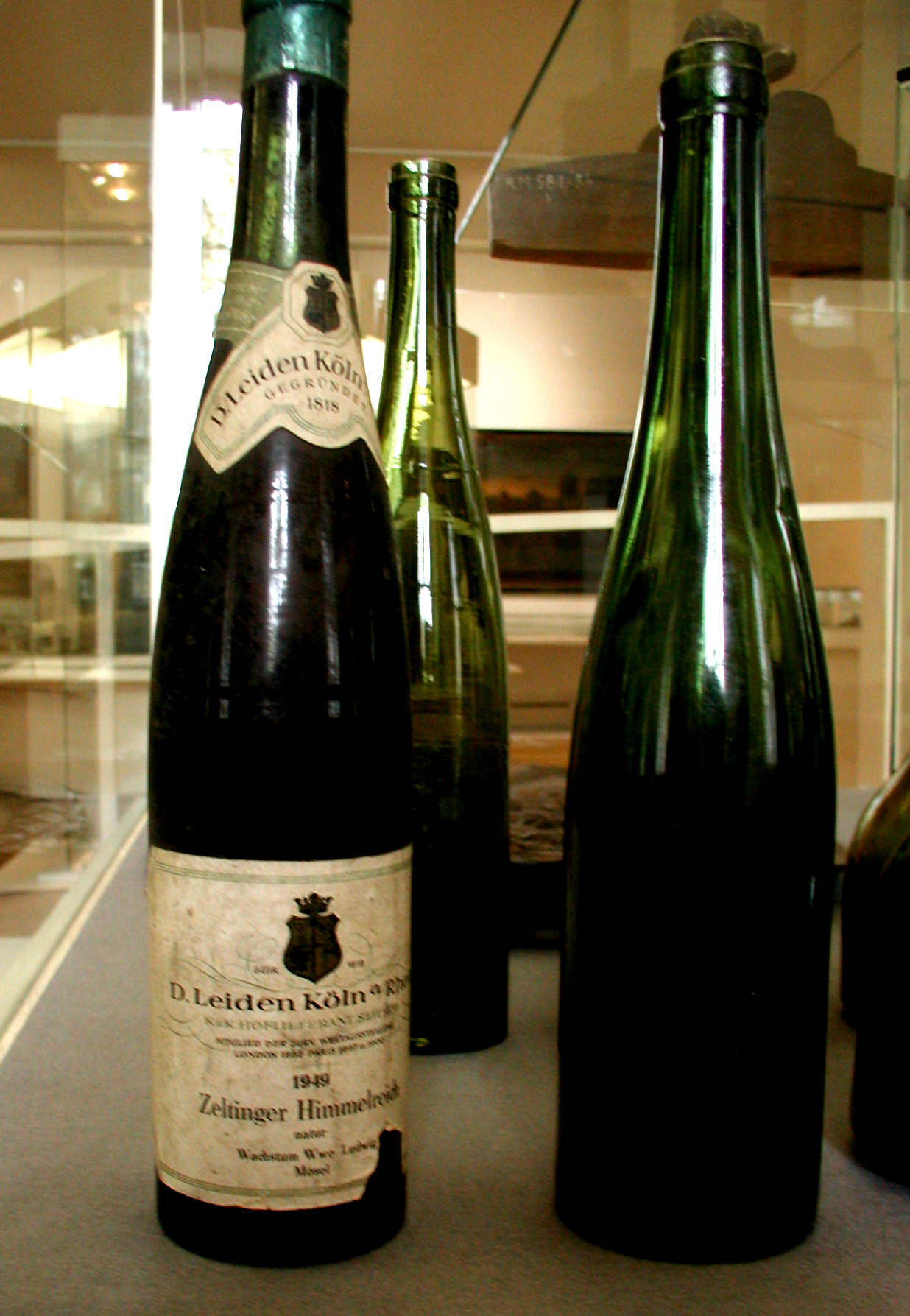
Flasche mit Etikettierung aus dem Weinhandel D. Leiden einer 1818 gegründeten Firma

#### Ratswein
Als Vertretung der Bürger beschloss der Rat Concordatum anno 1406 quo supra feria quinta post assumptionis beate Marie den Bau des Rathausturms. Im Turn, dem neuen städtischen Wahrzeichen bürgerlicher Macht, befand sich auch:
Ein „Kelre zo der Stede Weynen“ (Weinkeller).
Dieser neue Keller, diente nun in der Folge den Ratsherren als Weindepot für besondere Zwecke. Amtsträger erhielten bei Anwesenheitsnachweis als zusätzliche Gehaltsaufbesserung eine sogenannte Wein- oder Präsenzmarke, die einem bestimmten Geldwert entsprach, und konnten sich damit eine dem Markenwert entsprechende Menge Wein aushändigen lassen. Eine andere Form des Ratsweines ließ dagegen im Jahr 1981 der Kölner Regierungspräsident Franz-Josef Antwerpes aufleben. Er pflanzte vor dem Kölner Regierungspräsidium einige Rebstöcke an, die er als Geschenk einer Winzergenossenschaft der Ahr erhalten hatte. Deren Trauben ließ er ab 1984 zu Wein verarbeiten und läutete so eine kleine Renaissance des Kölner Weinanbaus ein. 2012 wurden die Rebstöcke von seiner Nachfolgerin wegen Umbauarbeiten entfernt, womit die Renaissance wieder ihr Ende fand.